# روث إيه إم شميدت
كانت روث آنا ماري شميدت (22 أبريل 1916 – 29 مارس 2014) أخصائية جيولوجيا وعالمة إحاثة، وكانت رائدة العالمات النساء. أمضت شميدت معظم حياتها في ألاسكا، حيث أسست المكتب الميداني لهيئة المسح الجيولوجي الأمريكية وأول قسم للجيولوجيا في كلية مجتمع أنكوريج، وهو اليوم قسم من جامعة ألاسكا أنكوريج. في عام 1964، أشرفت شميدت على التقييم المبدئي للضرر الذي أصاب مدينة أنكوريج إثر زلزال ألاسكا العظيم لعام 1964، والذي كان أضخم زلزال في تاريخ أمريكا الشمالية، وثاني أضخم زلزال يسجل على مر التاريخ. عملت شميدت ضمن هيئة المسح الجيولوجي الأمريكية في واشنطن خلال الحقبة المكارثية، وقد أجريت تحقيقات معها مرتين بتهمة الخيانة بسبب عضويتها في مكتبة واشنطن التعاونية المختلطة عرقيًا. ونالت شميدت حكمًا بالبراءة في كلتا المرتين. ونالت عددًا من الجوائز والتكريمات ورسائل التوصية والتقدير. بعد وفاتها في عام 2014، نالت شميدت اعترافًا بصفتها فاعلة خير.   

## نشأتها وتعليمها
ولدت شميدت في بروكلين، نيويورك، في عام 1916. وتخرجت في ثانوية إيراسموس هول في بروكلين، ومن ثم التحقت بكلية واشنطن سكويرفي جامعة نيويورك منذ عام 1932 حتى عام 1936، خلال أوج فترة الكساد الكبير. ونالت درجات عالية وتخرجت بدرجة بكالوريوس (أرتيوم باكالوريوس) في الجيولوجيا في عام 1936. شجعت أسرة شميدت أولادها على الحصول على شهادات في التعليم العالي، ونال جميع أخوتها، 3 شقيقات وشقيق واحد، شهادات جامعية في العشرينيات من القرن العشرين. خلال الفترة التي أمضتها في الجامعة، عينت شميدت في اتحاد الطالبات، وفازت بجائزة أفضل لاعبة في الهوكي من كلية واشنطن سكوير التابعة لرابطة خريجي جامعة نيويورك، واشتهرت في صحيفة الكلية بأنها «مهووسة بالأحفورات».
بعد الجامعة، درست شميدت التشريح المقارن والبيولوجيا والكيمياء اللاعضوية في كلية هنتر في مدينة نيويورك،:2/7 وتدربت على التصوير الشعاعي تحت إشراف أستاذ جامعة نيويورك إتش إتش شيلدون. ولكي تحصل على المال من أجل كلية الدراسات العليا، عملت شميدت كأخصائية أشعة سينية في مكتب طبيب خاص في مشفى لونغ آيلاند. وعملت أيضًا في المتحف الأمريكي للتاريخ الطبيعي، حيث أخذت نماذج أشعة سينية لحيوانات فقارية ولا فقارية.:2/8 تنافست شميدت مع 84 مرشح آخر على الفوز بمنحة تقدر قيمتها ب 500 دولار من هيلينية مدينة نيويورك لإجراء دراسة متقدمة في تطبيق الأشعة السينية على علم الأحافير. بدأت شميدت دراساتها العليا في الأبحاث الصرفة في جامعة كولومبيا في عام 1938، وأنهت مقررها في عام 1942. ومنحت شهادة الماستر، في الآداب، في عام 1939. كان عنوان أطروحتها «صدفيات العصر الميوسيني من سهل يورك تاون». بدأت شميدت عملها على الأطروحة في عام 1941، وأتمت العمل عليها في عام 1948 وتخرجت بشهادة دكتوراه في الجيولوجيا في عام 1948.

## المسيرة المهنية
كانت شميدت رائدة بين النساء في العلوم خلال مسيرتها المهنية. مع اندلاع الحرب العالمية الثانية، جند العديد من طلاب الدراسات العليا الذكور في الخدمة العسكرية. ونظرًا إلى النقص في الكادر التدريسي والمساعدين في الأبحاث، عينت شميدت من قبل أستاذ جامعة كولومبيا إيه كي لوبيك للعمل كمساعدة، وكانت أول طالبة دراسات عليا تدرّس صفوفًا تقتصر على الذكور في جامعة كولومبيا. درست شميدت العلوم وعلم رسم الخرائط العسكري.
وكان لدى شميدت أيضًا اهتمام بالحقوق المدنية للأقليات الإثنية، وحين عاشت في واشنطن، انضمت إلى مكتبة واشنطن التعاونية بسبب مهمتها في الاندماج العرقي.:4 تسببت عضويتها في هذه المنظمة، التي صنفت على أنها شيوعية من قبل نائب عام الولايات المتحدة توم سي كلارك في عام 1947، بخضوعها لتحقيقين من قبل وزارة الداخلية. وبرئت في كلتا المرتين.
سافرت شميدت خلال مسيرتها إلى أماكن مختلفة من العالم بصفتها أخصائية في الجيولوجيا. وكان جواز سفرها يحمل تأشيرة 24 بلدًا، من بينها الجزائر والقارة القطبية الجنوبية والأرجنتين وأروبا وأستراليا وتشيكوسلوفاكيا والدانمارك والإكوادور وجزر الفوكلاند وفنلندا وهونغ كونغ وآيسلندا وإيطاليا واليابان والمكسيك وهولندا ونيوزيلندا وسويسرا والمملكة المتحدة والاتحاد السوفييتي. وسافرت أيضًا في الولايات المتحدة الأمريكية وعاشت في عدة ولايات كجزء من عملها لدى هيئة المسح الجيولوجية الأمريكية. وسافرت شميدت بصورة مكثفة ضمن ألاسكا أيضًا، وعبرت الدائرة القطبية الشمالية عدة مرات في كل من ألاسكا وأماكن أخرى.

### هيئة المسح الجيولوجية الأمريكية (يو إس جي إس)
بدأت شميدت بالعمل لدى هيئة المسح الجيولوجية الأمريكية في واشنطن في أوائل العام 1943، وأجّلت إتمام أطروحة الدكتوراه التي كانت تعمل عليها حتى عام 1948. وشغلت عدة مناصب في الهيئة حتى عام 1963. منذ عام 1946 حتى عام 1948، أجرت شميدت أبحاثًا في التصوير الشعاعي والإحاثة وعلم الأحافير الدقيقة لفرع الإحاثة وعلم الطبقات التابع لهيئة المسح الجيولوجية الأمريكية. عملت شميدت، انطلاقًا من العام 1948، وحتى العام 1950، لدى وحدة الجيولوجيا العسكرية السرية للغاية التابعة لهيئة المسح الجيولوجية الأمريكية، وحضّرت «تقارير جيولوجية هندسية (سرية) لهيئة المهندسين حول صلاحية المناطق في مسرح المحيط الهادئ والمسرح الأوروبي للبناء وتراص الطرق ومهابط الطائرات مواقع مواد البناء». كانت شميدت من بين جيولوجيات قليلات وظفن للقيام بهذا العمل، الذي كان سريًا وكان يتطلب موافقة أمنية. في عام 1949، تلقت شميدت إذنًا روتينيًا بموجب برنامج التحقيق في الولاء الجديد الذي أٌقره الرئيس هاري ترومان من خلال القانون التنفيذي رقم 9835.
منذ عام 1950 حتى عام 1952، عملت شميدت ضمن القسم الجيولوجي التابع لهيئة المسح الجيولوجية الأمريكية ونظمت مشروع المعاجم (أسماء الخرائط) في واشنطن، ومشروع الخريطة الإحاثية في دينفر، سي إو. ومنذ عام 1952 حتى مغادرتها إلى ألاسكا في عام 1956، عملت شميدت لدى هيئة تصنيف المعادن، وسجلت المعادن في كافة الأراضي الفيدرالية في الولايات المتحدة. في عام 1956، انتقلت شميدت إلى ألاسكا لإنشاء مكتب ميداني للمسح الجيولوجي الأمريكي في أنكوريج، حيث كانت أخصائية الجيولوجيا في القسم حتى عام 1963. كانت شميدت «مسؤولة عن كافة المسائل التقنية والإدارية المتعلقة بتصنيف الأراضي الفيدرالية [المتعلقة] بالنفط والغاز والفحم والمعادن الأخرى التي يمكن تحديد موقعها».
تشير رسائل ضمن مجموعة أوراق روث آنا ماري شميدت إلى أن شميدت كانت قد أصبحت بحلول العام 1961 غير سعيدة بتأدية العمل المكتبي لهيئة المسح الجيولوجية الأمريكية، وأنها طلبت نقلها إلى قسم الأوقيانوغرافيا ضمن الهيئة، أو إلى القسم الجيولوجي بحيث تتمكن من إجراء أبحاث جيولوجية. قوبل طلبها بالنقل إلى القسم الجيولوجي بالرفض من قبل دون إيبرلاين، بذريعة أن «التوجه السائد هو نحو دكتوراه لذكور جدد من أصحاب التدريب والخبرة في الخرائط الجيولوجية وبإمكانيات تجعل من المتوقع لهم أن يكونوا مؤهلين ليكونوا مدراء مشاريع خلال فترة قصيرة». في هذه الرسالة، يقترح إيبرلاين أن «تتعلم شميدت التعايش مع العمل على المستوى العاطفي» والعمل على أبحاثها في «وقت فراغها».:2
في عام 1963، بعد عشرين سنة في الخدمة، تقدمت شميدت باستقالتها من هيئة المسح الجيولوجية الأمريكية بحيث لا ترغم على مغادرة ألاسكا حيث اشترت منزلًا في مدينة أنكوريج وقطعة أرض صغيرة خارج البلدة التي كانت قد بنت فيها كوخًا. وكانت شميدت قد انخرطت أيضًا في مجتمع ألاسكا المحلي، وشاركت في تأسيس مجتمع ألاسكا الجيولوجي في عامي 1957 و1958، وشغلت منصب أول رئيس له.

### جامعة ألاسكا أنكوريج
بدأت شميدت بالتدريس كمحاضرة بعمل جزئي وإضافي في عام 1959 في كلية مجتمع أنكوريج، التي دمجت في جامعة ألاسكا أنكوريج في عام 1962. كانت شميدت أول أستاذة جيولوجيا في الجامعة، وكانت لفترة من الوقت أخصائية الجيولوجيا الوحيدة. كانت النساء المختصات في الجيولوجيا قلة نادرة خلال فترة تعيين شميدت في منصبها، وامتدحت بأنها كانت رائدة العالمات. أسست شميدت قسم الجيولوجيا وكانت أول من يشغل منصب الأستاذية، وصممت في العام 1970 مبنى مختبر الجيولوجيا وأشرفت على بنائه. اعتُرف بشميدت كمحاضرة مرموقة، ومن ثم نالت ترقية إلى مرتبة أستاذ مشارك في عام 1970. في منصبها هذا، درست شميدت الجيولوجيا والتعليم البيئي وحدائق وموارد ألاسكا والجيورموفولوجيا والإحاثة، إضافة إلى القيام بأعمال أخرى مطلوبة من الأساتذة من بينها إرشاد الطلاب وتطوير المناهج. عملت شميدت في جامعة ألاسكا أنكوريج لمدة 25 عامًا حتى تقاعدها من التدريس في عام 1984.